# Nelson Santana
Nelson Santana (31 de julio de 1955 - 24 de diciembre de 1964), fue un niño brasileño que falleció a causa de un osteosarcoma. Llegó a ser muy venerado en su ciudad natal, Ibitinga. En 2019 fue declarado Venerable por la Iglesia Católica.

## Biografía
Santana fue hijo de Juan Joaquín Santana y Ocrézia Aparecida Santana, nació en la Hacienda Ronca de Ibitinga. Tercero de ocho hijos en una familia humilde y profundamente religiosa, fue bautizado el 1 de octubre de 1955. Desde pequeño, sus padres le impartieron instrucción religiosa y asistió a la escuela en la finca donde vivía.
Cuando tenía unos siete años, cayó de un árbol, lesionándose gravemente el hombro izquierdo, siendo hospitalizado en la Santa Casa de Araraquara. Para cubrir los gastos médicos, sus padres vendieron muchas de sus posesiones. Durante su hospitalización, Santana recibió el cariño y el apoyo de médicos, enfermeras y otros pacientes. Una monja, la hermana Genarina Gecchele, de la Congregación de las Apóstoles del Sagrado Corazón de Jesús, creía que era especialmente puro y se encargó de catequizarlo. El 15 de junio de 1964, recibió su primera comunión en la capilla del hospital.
Cuando le detectaron un osteosarcoma en el brazo izquierdo, la única solución que le ofrecieron los médicos fue la amputación. Cuando la Hna. Genarina le informó de ello, Santana no se quejó y creyó que el dolor en el brazo le ayudaba a comprender mejor el sufrimiento de Jesús. Era muy devoto de la doctrina católica y besaba el crucifijo para distraerse del dolor. Creía que moriría en Navidad y se cree que predijo la fecha de su muerte. En la Nochebuena de 1964, Santana falleció a los nueve años a consecuencia de las infecciones causadas por la amputación.

## Entierro y legado

### Entierro
Cuando Santana falleció, su familia no pudo costear su funeral. Su cuerpo fue enterrado como indigente en el cementerio de San Benito de Araraquara. Posteriormente, se donó a su familia una tumba en el cementerio de San Benedicto, donde fue trasladado. Su tumba atraía a numerosos devotos y visitantes y solía estar cubierta de flores y velas. Los restos de Santana fueron exhumados el 24 de octubre del 2011 y trasladados a la parroquia del Buen Señor Jesus en Ibitinga, donde se depositaron en una cripta de la Iglesia Matriz.

### Proceso de beatificación
La vida de Santana ha atraído mucha veneración, y en 2012 el Vaticano comenzó a investigar después de obtener evidencia para la beatificación. El padre Gerhard Rudolfo Anderer, un sacerdote que visitó a Santana en el hospital, escribió un libro llamado Nelsinho para Todos e inició su causa de beatificación. Al año siguiente, la comisión que investigó la vida de Santana declaró que no había suficiente evidencia médica de los milagros atribuidos a él. Un milagro atribuido a Santana fue la recuperación de Víctor da Silva Leitão de la macrocefalia. Según la familia del niño, recibieron una copia del certificado de defunción de Santana y pidieron su intercesión. El 8 de abril de 2019, el papa Francisco reconoció las "virtudes heroicas" de Santana y lo declaró venerable.